# MCPIP1
MCPIP1 (englisch monocyte chemotactic protein-induced protein 1, dt. monozytenchemotaktisches Protein-induziertes Protein 1, Syn.: ZC3H12A) ist ein Protein, das in menschlichen Monozyten vorkommt und bei Entzündungsreaktionen eine Rolle spielt.

## Einordnung
MCPIP1 ist das derzeit am besten untersuchte, einer neuen Gruppe von vier Proteinen aus der Gruppe der Zink-Finger-Proteine. Es wird durch die entsprechende CCCH-zinc-finger-Genfamilie codiert.

## Vorkommen
MCPIP1 wurde zuerst in den Monozyten nachgewiesen, nachdem diese mit dem Zytokin MCP-1 (Syn.: CCL2, engl.: monocyte chemotactic protein-1) behandelt worden waren, es kommt aber auch in Makrophagen und Endothelzellen vor, wenn diese durch Lipopolysaccharide angeregt werden.

## Funktion
MCPIP1 hemmt Makrophagen, wirkt antientzündlich, indem es die Entwicklung proinflammatorischer Zytokine hemmt und scheint auch bei der Neuroprotektion nach Schlaganfällen eine Rolle zu spielen.